# Częściowa eliminacja
Częściowa eliminacja, w brydżu manewr rozgrywkowy będący odmianą wpustki (eliminacji) polegający na częściowej eliminacji bocznych kolorów i wpuszczeniu jednego z przeciwników do ręki.
|   |             | ♠     | 10 8 7 5 3 |   |           |
| ♥ | 8 6 4       |       |            |   |           |
| ♦ | 7 4         |       |            |   |           |
| ♣ | 6 4 2       |       |            |   |           |
| ♠ | 9           | NW ES | NW ES      | ♠ | K W 6 4 2 |
| ♥ | W 10 2      | NW ES | NW ES      | ♥ | 3         |
| ♦ | D W 9 8 5 2 | NW ES | NW ES      | ♦ | A K 10 3  |
| ♣ | A 9 7       | NW ES | NW ES      | ♣ | W 10 5    |
|   |             | ♠     | A D        |   |           |
| ♥ | A K D 9 7 5 |       |            |   |           |
| ♦ | 6           |       |            |   |           |
| ♣ | K D 8 2     |       |            |   |           |

Rozdanie to było rozegrane przez Janusza Połcia na turnieju drużynowym w Juan-les-Pins w 1974. W otworzył 3 karo i po dwóch pasach S skontrował, w odpowiedzi N zalicytował 3 pik, "poprawione" przez S na 4 kier co stało się kontraktem ostatecznym. Początkowy blok silnie sugeruje niesprzyjające dla rozgrywającego układy i Połeć zdecydował się zagrać na szansę częściowej eliminacji.
W zawistował damą karo przejętą przez E królem, który kontynuował asem w tym kolorze. Połeć przebił i zagrał atuty tylko raz, a następnie zagrał z ręki króla trefl. W zdobył tę lewę asem i odszedł waletem kier, rozgrywający wziął tę lewę królem w ręce i zagrał damę i małego trefla wpuszczając E do ręki, nie miał on już więcej kierów i był zmuszony zagrać albo pika (dając rozgrywającemu możliwość impasu w tym kolorze), albo karo pod podwójny renons (dając rozgrywającemu możliwość zrzucenia damy pik z ręki i przebicia tej lewy w stole). Warto zauważyć, że E mógł uniknąć wpustki zrzucając do dwóch pierwszych lew waleta i dziesiątkę - w taki sposób bronił polski zawodnik siedzący na pozycji E w drugim pokoju.